# 青山忠講
青山 忠講（あおやま ただつぐ）は、江戸時代中期の大名。丹波国篠山藩3代藩主。官位は従五位下・伯耆守。青山家宗家17代。

## 略歴
明和2年（1765年）10月17日、2代藩主・青山忠高の次男として江戸で誕生した。安永9年（1780年）12月18日、従五位下・伯耆守に叙位・任官する。天明元年（1781年）6月24日、父が病気で隠居したため、家督を継いだ。
しかし在任4年で父に先立って、天明5年（1785年）7月18日に江戸で死去した。享年21。実子がなかったため、同母弟で養子の忠裕が家督を継いだ。

## 系譜
- 父：青山忠高（1734年 - 1816年）
- 母：桂香院 - 鵜飼氏
- 正室：なし
- 生母不明の子女
  - 女子：松平信行継室
- 養子
  - 男子：青山忠裕（1768年 - 1836年） - 青山忠高の三男